# Spherillo canaliculatus
Spherillo canaliculatus là một loài chân đều trong họ Armadillidae. Loài này được Budde-Lund miêu tả khoa học năm 1904.